# Joachim Björklund
Joachim Björklund (Vaxjö, 15 maart 1971) is een Zweeds voormalig voetballer. Hij speelde als centrale verdediger. Tijdens zijn carrière kwam hij onder meer uit voor Wolverhampton Wanderers, Valencia CF en Sunderland. Hij speelde tevens 72 interlands met het Zweeds voetbalelftal, hierin wist hij niet te scoren.
Björklund is momenteel scout van Valencia CF en kijkt met name naar Scandinavische spelers. Hij werkt ook voor de Zweedstalige versie van Canal+.

## Clubcarrière
Björklund startte zijn professionele loopbaan bij de club Östers IF, waar hij ook een deel van zijn opleiding genoot. Via het Noorse SK Brann kwam hij bij IFK Göteborg. In de Champions League wist hij met dit team te verrassen door Manchester United in de groepsfase met 3-1 te verslaan. Na dit seizoen ging hij naar het Italiaanse Vincenza. Na een seizoen bij deze club te hebben gespeeld ging hij voor een bedrag van circa £2,2 miljoen naar Glasgow Rangers. Met deze club wist hij in zijn debuutseizoen de titel te pakken en de beker. In 1998 maakte Björklund de transfer naar Valencia CF voor £2,5 miljoen. In de drie seizoenen die hij uitkwam voor de club wist hij de Spaanse Supercup te winnen. Bij deze club maakte hij zijn enige doelpunt in zijn carrière. Via Venezia kwam Björklund in Engeland. Hij speelde daar voor Sunderland en Wolverhampton Wanderers. Nadat hij een seizoen lang geblesseerd was en daardoor maar drie duels speelde met Wolverhampton besloot Björklund in 2005 zijn carrière te beëindigen.

## Interlandcarrière
Nadat Björklund in 1992 vier duels had gespeeld voor Zweden onder 23, mocht hij in datzelfde jaar meedoen met het EK voetbal 1992 in eigen land, waarin Zweden de halve finale haalde. Hij speelde dat jaar ook mee met het Zweeds team tijdens de Olympische Spelen 1992 in Barcelona. Zweden werd hier uitgeschakeld in de kwartfinale. Hij speelde ook mee op het Wereldkampioenschap 1994. Tijdens dit toernooi wist Zweden de derde plaats te behalen, na in de halve finale door de latere kampioen Brazilië te zijn verslagen. Na deze optredens plaatste Zweden zich niet voor zowel het EK voetbal 1996 als het Wereldkampioenschap voetbal 1998. Het laatste toernooi van Björklund werd het EK 2000. Zweden werd hier in de groepsfase uitgeschakeld. Na dit toernooi beëindigde Björklund zijn loopbaan als international met 72 caps.

## Erelijst
Rangers
- Scottish Premier Division (1): 19966/97
- Scottish League Cup (1): 1996/97

Valencia
- Supercopa de España (1): 1999